# Sommerweg

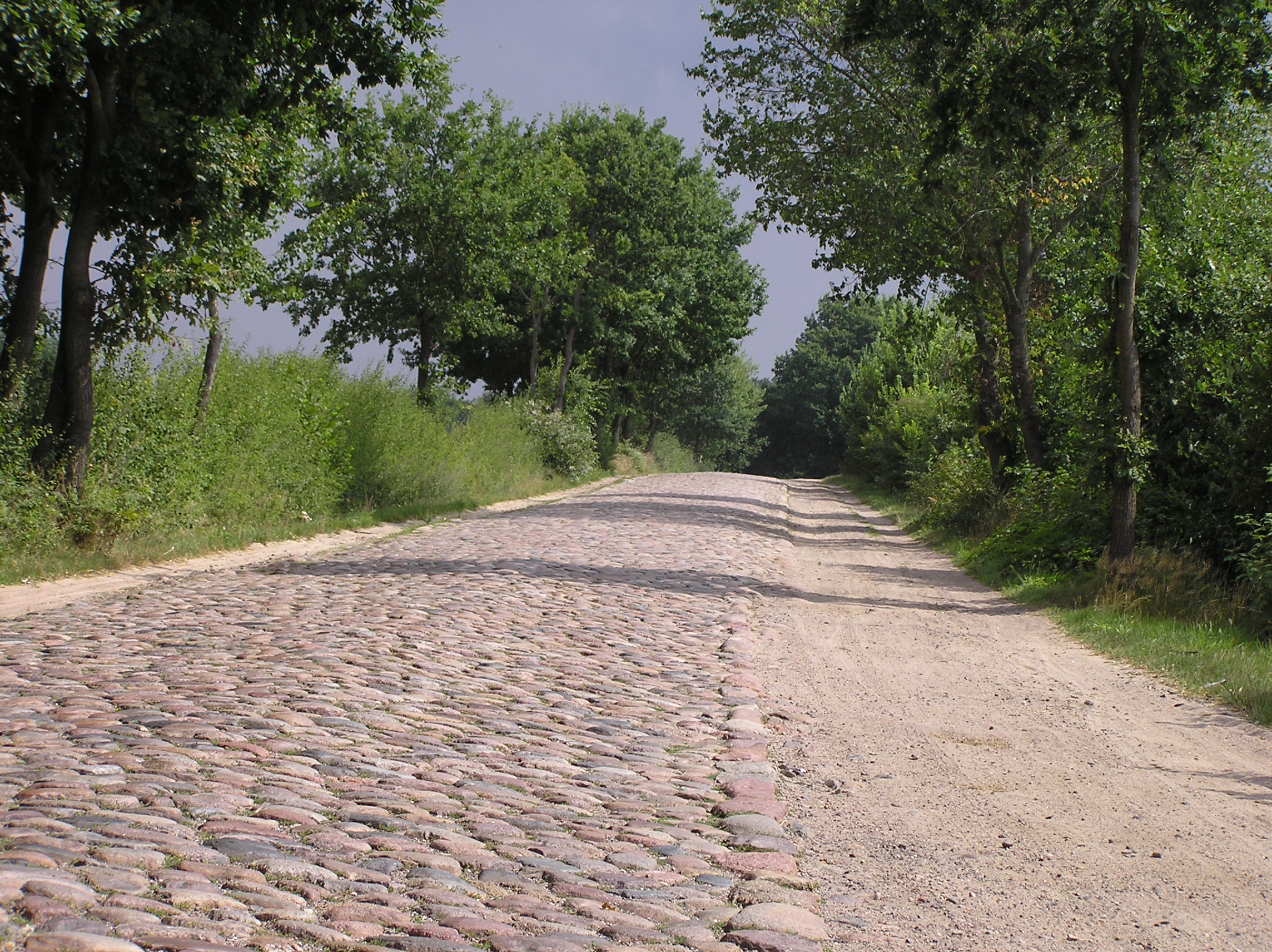
Sommerweg in Stormarn, ehemaliger Frachtweg Hamburg – Lübeck (vor 1843), jetzt Kreisstraße 39, Teilstück Braak – Siek

Ein Sommerweg ist ein unbefestigter, doch für den Fahrzeugverkehr vorgesehener Streifen einer ansonsten befestigten Straße. Er kann als Randstreifen der Fahrbahn oder als getrennter Weg neben der Straße ausgeführt sein. Der Name bezieht sich darauf, dass ein solcher unbefestigter Weg oft nur bei trockenem Wetter, also vor allem im Sommer, passierbar ist.

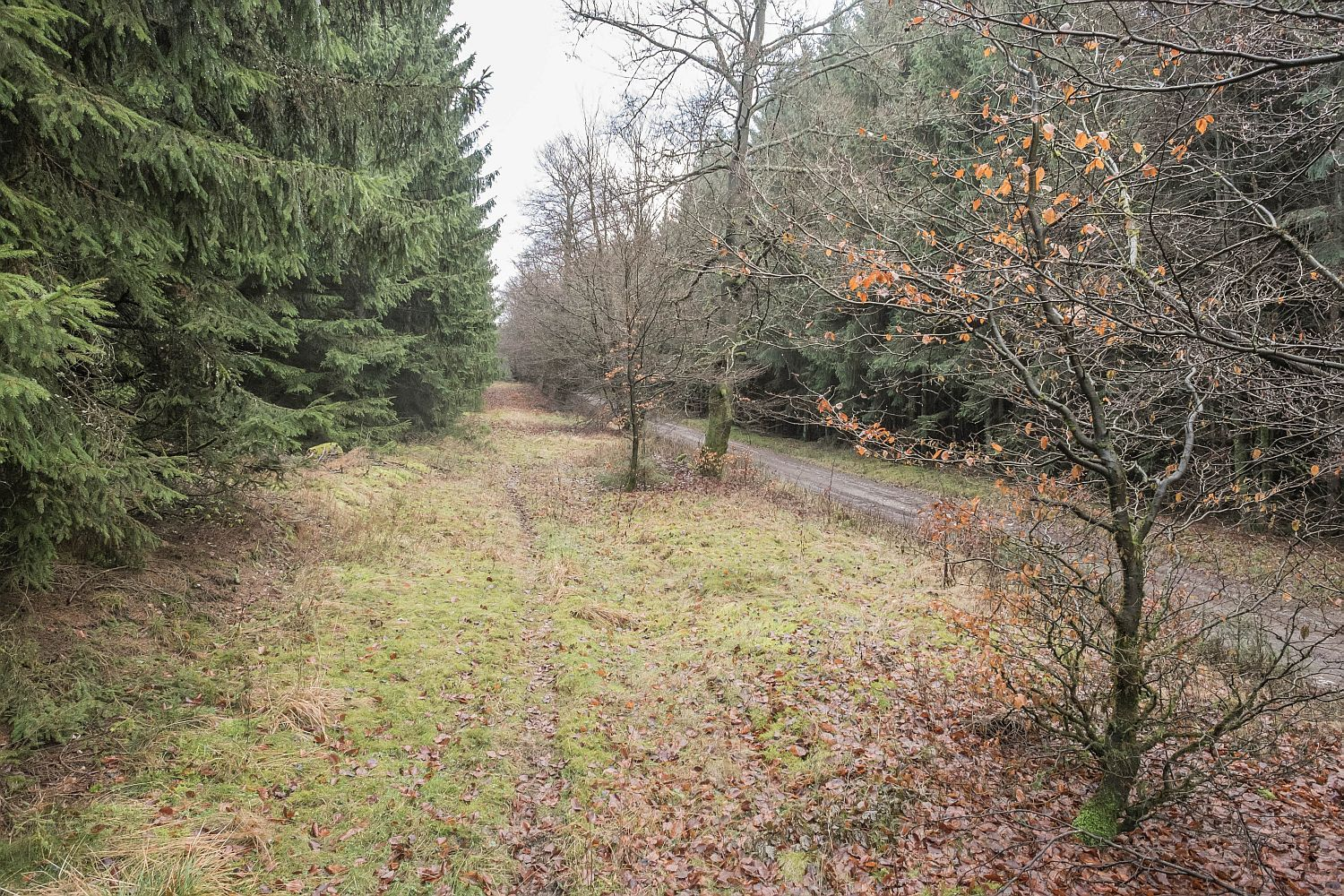
Sommerweg der mittelalterlichen Rennstraße zwischen Mauloff und Seelenberg

Sommerwege werden beim Straßenbau freigehalten, um Kosten für das Oberbaumaterial zu sparen. Sie können bei trockenem Wetter von Fußgängern, leichten Fuhrwerken, robusten Kraftfahrzeugen und Fahrrädern sowie von Vieh passiert werden. Zudem ermöglichen sie bei geringer Breite der befestigten Fahrbahn ein Ausweichen einander entgegenkommender Fahrzeuge. Der Belag eines Sommerwegs besteht meist aus Sand, Schotter oder verdichteter Erde; abhängig von Klima und Verkehrsaufkommen kann auch der ortsübliche Pflanzenbewuchs hinzukommen.
In Deutschland hatten bis ins 20. Jahrhundert viele Landstraßen einen Sommerweg. Wegen der starken Zunahme des Kraftfahrzeugverkehrs werden seither die meisten Straßen auf ihrer gesamten Breite mit einem festen Oberbau versehen. Sommerwege sind meist nur noch auf Straßen untergeordneter Bedeutung erhalten, vorwiegend im ländlichen Bereich. Hier werden die Sommerwege des weichen Untergrunds wegen auch als Reitwege genutzt.
Ursprünglich neben der Fahrbahn angelegte Sommerwege wurden später oft asphaltiert und als Fuß- oder Radwege ausgewiesen.